# Ō
Ō (gemenform: ō) är den latinska bokstaven O med ett streck över. Ō används i māori, hawaiiska, tonganska, samoanska, žemaitiska och det nyligen utdöda  språket liviska. Före 1946 fanns bokstaven i fråga även i det lettiska alfabetet. I kinesisk pinyinskrift används Ō där strecket indikerar att o:et ska uttalas med en hög ton. I japansk rōmaji representerar Ō ljudet [o:].